# Thelyphonus sepiaris
Thelyphonus sepiaris är en spindeldjursart som beskrevs av Butler 1873. Thelyphonus sepiaris ingår i släktet Thelyphonus och familjen Thelyphonidae. Inga underarter finns listade i Catalogue of Life.